# あの日のキミと今の僕に
「あの日のキミと今の僕に」（あのひのキミといまのぼくに）は、DOBERMAN INFINITYの6枚目のシングル。2017年11月22日にLDH MUSICから発売。

## 収録曲

### CD
1. あの日のキミと今の僕に
2. Your Santa Claus

### DVD
1. あの日のキミと今の僕に（Music Video）